# Les Gras
 Les Gras  es una comuna y población de Francia, en la región de Franco Condado, departamento de Doubs, en el distrito de Pontarlier y cantón de Morteau.
Está integrada en la Communauté de communes du Canton de Morteau .

## Demografía[2]
| 645 | 693 | 711 | 713 | 826 | 850 | 881 | 905 | 997 | 1 015 | 1 008 | 1 022 | 1 070 | 1 024 | 979 | 873 | 883 | 859 | 836 | 864 | 797 | 795 | 746 | 675 | 628 | 682 | 739 | 727 | 649 | 585 | 601 | 654 | 721 |
| Para los censos de 1962 a 1999 la población legal corresponde a la población sin duplicidades (Fuente: INSEE [Consultar]) |     |     |     |     |     |     |     |     |       |       |       |       |       |     |     |     |     |     |     |     |     |     |     |     |     |     |     |     |     |     |     |     |